# Shimun XX Paulos
Mar Shimun XX Paulos (Qodchanis, 1885 – Ba'quba, 27 aprile 1920) è stato un vescovo cristiano orientale siro, patriarca della Chiesa assira d'Oriente dal 1918 al 1920.

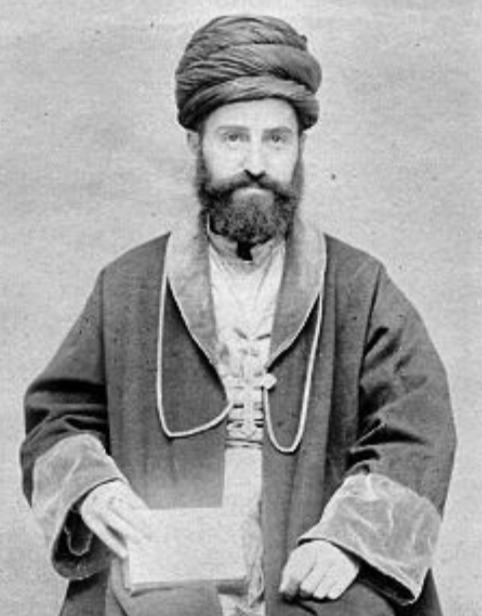
Il patriarca in una foto del 1920.

In alcune cronotassi patriarcali è indicato come Shimun XXII.

## Biografia
Paulos Shimun naque nel 1885 a Qodchanis, un villaggio nell'odierna provincia di Hakkâri in Turchia. Era più giovane del fratello, Mar Shimun XIX Benyamin, assassinato il 3 marzo 1918 dall'agha curdo Simko Shikak.
Il 23 marzo 1918 fu solennemente consacrato patriarca nella chiesa di Santa Maria di Urmia del metropolita Mar Eskhaq Khnanicho e dei vescovi Mar Eliya Abouna di Alqosh, Mar Giuseppe Khnanicho di Chemsdin e Mar Zaya Sargis di Jilu.
Il 20 agosto 1918, il nuovo patriarca fuggì per paura della persecuzione dei turchi, dei curdi e degli azeri iraniani sugli assiri cristiani, a causa dell'odio fomentato alla fine della prima guerra mondiale e al crollo dell'Impero Ottomano. Assieme a 60.000 fedeli abbandonò le montagne per rifugiarsi a Baghdad, sotto protezione dei britannici. Quindicimila morirono durante la marcia forzata verso il sud. I sopravvissuti furono ospitati in un campo profughi istituito dalle autorità britanniche a Ba'quba, 45 chilometri a nord di Baghdad.
Indebolito dalla malattia, Shimun XX trascorse buona parte del suo breve patriarcato ospite del monastero di San Matteo, nei pressi di Mosul, appartenente alla Chiesa ortodossa siriaca.
Morì il 27 aprile 1920 e fu sepolto il 9 maggio nel cimitero armeno di Baghdad.